# Повернення до Світу Смерті
«Повернення до Світу Смерті» (англ. Return to Deathworld) — роман російського письменника-фантаста Анта Скаландиса, написаний у 1998 році у формальному співавторстві з Гаррі Гаррісоном. Цей твір продовжує серію «Світ Смерті» про пригоди Язона дінАльта.
Роман складається з двох книг: «Повернення у Світ Смерті» та «Світ Смерті на шляху богів».

## Сюжет
Повернення у Світ Смерті. Дія роману відбувається через декілька років після подій, описаних в оповіданні «Лінкор в нафталіні». На Піррі відбулись глобальні зміни. Планета визнана повноправним членом Ліги Світів, а Керк Пірр удостоївся титулу прем'єра. Язон дін Альт вже не просто професійний гравець, а міністр економіки, фінансів, юстиції, культури й освіти. Піррани, що примирилися з її біосферою, заснували нове місто «Відкрите».
До Пірру прибуває корабель, на якому знаходиться Ріверд Бервік — повноважний представник Великої Ради в Консорціумі світів Зеленої Гілки, а також представник Спеціального Корпусу — з пропозицією до пірранів допомогти розібратися з наближенням космічного «об'єкта 001», зледенілого астероїда, що поширює ауру страху на всіх, хто його бачить (навіть на зображенні).
Язон, виторгувавши для пірранів 82 мільярди кредитів, збирає команду з пірранів, яким тепер немає місця на рідній планеті, та вирушає досліджувати загадковий об'єкт на лінкорі «Арго», колись лінкорі «Невразливий», раніше розконсервованому пірранами. Ситуація ускладнюється тим, що астероїд, виявляється, прибув з іншого всесвіту з іншими фізичними законами (наприклад, π там дорівнює 2). Язона та Мету викрадає божевільний господар «об'єкта 001», доктор Солвіц. Герої дізнаються, що Солвіц утік до іншого всесвіту та повернувся з надзвичайними винаходами, створеними на основі різниці фізичних законів. Солвіц пропонує стати на його бік у обмін на безсмертя. Язону та Меті вдається втекти за допомоги Керка та інших пірранів і знищити планетоїд, але Язон переконаний, що це не останній лиходій у їхньому житті.
Світ Смерті на шляху богів. Друга частина «Повернення до світу смерті» описує пригоди Язона в галактичному ядрі в пошуках Язонових батьків. Герой усвідомлює, що повторює стародавній міф про аргонавтів, і намагається змінити очікуваний фінал.
Язона викликають відвідати його батька на планеті Поргорсторса. Помираючи, батько говорять Язону, що він усиновлений. Насправді герой є принцом планети глибоко в Галактичному ядрі, чий законний трон було узурповано. Намагаючись зберегти життя маленького принца, справжній батько Язона віддав його мандрівникові, а той використовував таємничі міжвимірні тунелі, щоб переходити від планети до планети. Цей чоловік і став прийомним батьком Язона.
Скориставшись одним із тунелів Язон вирушає на свою справжню домівку, і знаходить свого батька. Його дядько, що узурпував владу, відправляє Язона на пошуки, щоб доставити золотий покрив корабля з іншої планети в Ядрі в обмін на батькову свободу. Язон і піррани вирушають у подорож, яка повторює історію аргонавтів. Язон сам зауважує це та підозрює, що за всіма збігами стоїть Солвіц.
Мандрівникам вдається врятувати Язонового батька. Посадивши його й дядька на золотий корабель, герої злітають, але дядько за чиєюсь командою пронизує свою голову шипом. Невдовзі після цього наближається інший корабель, і пілот представляється справжньою матір'ю Язона.

## Цікаві факти
- Поява в оповіданні Спеціального Корпусу об'єднує Світ Смерті зі світом Сталевого щура.